# Manfred Kurzer
Manfred Kurzer (* 10. Januar 1970 in Berlin) ist ein ehemaliger deutscher Sportschütze. Kurzer ist Olympiasieger und zweifacher Weltmeister.

## Leben
Kurzer begann im Alter von 14 Jahren mit dem Schießsport. Seinen ersten großen internationalen Erfolg feierte er 1990, als er in Moskau im Wettbewerb mit der Laufenden Scheibe Weltmeister wurde. Diesen Erfolg konnte er vier Jahre später bei der Weltmeisterschaft in Mailand wiederholen.
1998 stellte er beim Weltcup in Zürich einen neuen Weltrekord mit der Laufenden Scheibe auf. Der größte Erfolg seiner Karriere gelang ihm 2004 bei den Olympischen Spielen in Athen, als er mit 682,4 Ringen Olympiasieger vor den beiden Russen Alexander Blinow und Dmitri Lykin wurde. Im Vorkampf hatte er mit 590 Ringen einen neuen Olympischen- und Weltrekord aufgestellt. Sein olympischer Rekord von 2004 dürfte für die Ewigkeit Bestand haben, da die Laufende Scheibe nach 2004 aus dem olympischen Programm genommen wurde und eine Rückkehr eher unwahrscheinlich ist. Kurzer ist derzeit Sportsoldat der Bundeswehr und lebt in Frankfurt (Oder).
Nach seiner aktiven Karriere wurde er Objektleiter eines Schießzentrums in Frankfurt (Oder).

## Erfolge
- Olympische Sommerspiele:
  - 2004: 1× Gold
- Weltmeisterschaften:
  - 2002: 1× Gold
  - 1998: 1× Silber
  - 1994: 1× Gold (Laufende Scheibe), 1× Bronze
  - 1990: 1× Gold (Laufende Scheibe), 1× Silber, 1× Bronze
- Weltcup:
  - 10× Gold
  - 2× Silber
  - 5× Bronze

## Ehrungen
- 2004, 2005: Sportler des Jahres von Brandenburg
- 2007 Verdienstorden des Landes Brandenburg